# Saison 2011-2012 du Saint-Trond VV
Maillots
Chronologie
Saison précédente Saison suivante
La saison 2011-2012 du Saint-Trond VV était la trente-huitième saison de ce club en Division 1, après avoir terminé 12e la saison précédente. Saint-Trond VV finissait 16e et dernier et était relégué.

## Résumé
Le 23 juin 2011, un mois avant le début de la nouvelle saison, il a été annoncé que Roland Duchâtelet, président de Saint-Trond, avait acheté le Standard de Liège pour 41 millions d'euros. Toutefois, il était clair que c'est interdit par l'Union royale belge des sociétés de football association qu'une personne est en même temps membre du conseil d'administration de deux clubs différents. Dans un communiqué, Duchâtelet a annoncé qu'il voulait avoir un nouveau président pour Saint-Trond dans six mois. Le 13 juillet, lors d'une conférence de presse, c'était annoncé que Benoît Morrenne était le nouveau président. Il avait des ambitions claires : STVV devait être un club dans le sub top du football belge.
Dans les premières semaines de son administration, les résultats étaient mauvais. Les cinq premiers matchs, Saint-Trond ne pourrait gagner qu'un seul point. Le 29 août, l'entraîneur Guido Brepoels a été déchargé. Brepoels était l'entraîneur du Saint-Trond depuis 2008. Il a mené club après le titre en Division 2 en 2008-2009 et aux play-offs 1 la saison suivante. Peter Voets était le remplaçant provisoire, jusqu'au 2 septembre, lorsque Franky Van der Elst était annoncé comme nouvel entraîneur du Saint-Trond.
Même sous le contrôle de Van der Elst, Saint-Trond ne pourrait pas gagner beaucoup de points. STVV restait dans le bas du classement toute la saison, et finissait logiquement dernier à la fin de la saison régulière. En play-offs 3, le club ne pourrait gagner qu'un seul match contre KVC Westerlo. Logiquement, Saint-Trond était relégué à nouveau en Division 2.

## Effectif
| Nr. | Nom                   | Position          | Nationalité        | Date de naissance |
| --- | --------------------- | ----------------- | ------------------ | ----------------- |
| 1   | Mark Volders          | Gardien de but    | Belgique           | 13 avril 1977     |
| 2   | Wim Mennes            | Milieu de terrain | Belgique           | 25 janvier 1977   |
| 3   | Vincent Euvrard       | Défenseur         | Belgique           | 12 mars 1982      |
| 4   | Yannick Rymenants     | Défenseur         | Belgique           | 31 janvier 1989   |
| 5   | Pierre-Yves Ngawa     | Défenseur         | Belgique           | 9 février 1992    |
| 6   | Ludovic Buysens       | Défenseur         | Belgique           | 13 mars 1986      |
| 7   | Grégory Dufer         | Milieu de terrain | Belgique           | 19 décembre 1981  |
| 8   | Alessandro Iandoli    | Défenseur         | Italie             | 29 avril 1984     |
| 9   | Jordan Garcia-Calvete | Milieu de terrain | Belgique           | 6 mai 1992        |
| 10  | Bruno Andrade         | Attaquant         | Brésil             | 2 mars 1989       |
| 11  | Carlo Evertz          | Attaquant         | Belgique           | 1er août 1990     |
| 12  | Thomas Chatelle       | Milieu de terrain | Belgique           | 31 mars 1981      |
| 13  | Sascha Kotysch        | Défenseur         | Allemagne          | 2 octobre 1988    |
| 14  | Dimitri Daeseleire    | Défenseur         | Belgique           | 18 mai 1990       |
| 15  | Kevin Taelemans       | Défenseur         | Belgique           | 27 mai 1987       |
| 16  | Rob Schoofs           | Milieu de terrain | Belgique           | 23 mars 1994      |
| 17  | Peter Delorge         | Milieu de terrain | Belgique           | 19 avril 1980     |
| 18  | Nils Schouterden      | Milieu de terrain | Belgique           | 14 décembre 1988  |
| 19  | Giuseppe Rossini      | Attaquant         | Belgique           | 23 août 1986      |
| 20  | Ondřej Smetana        | Attaquant         | République tchèque | 4 septembre 1982  |
| 21  | Christophe Bertjens   | Milieu de terrain | Belgique           | 5 janvier 1993    |
| 22  | Grégory Christ        | Milieu de terrain | France             | 4 octobre 1982    |
| 23  | Rubin Okotie          | Attaquant         | Autriche           | 6 juin 1987       |
| 24  | Giel Deferm           | Défenseur         | Belgique           | 30 juin 1988      |
| 25  | Bram Castro           | Gardien de but    | Belgique           | 30 septembre 1982 |
| 26  | Dylan Vanwelkenhuysen | Attaquant         | Belgique           | 20 janvier 1992   |
| 28  | Reza Ghoochannejhad   | Attaquant         | Iran               | 20 septembre 1987 |

### Encadrement technique
- Guido Brepoels (entraîneur jusqu'à août 2011)
- Franky Van der Elst (entraîneur dès septembre 2011)
- Peter Voets (entraîneur adjoint jusqu'à septembre 2011)

### Transferts
| - Bruno Andrade (Helmond Sport) - Jeroen Appeltans (KSC Grimbergen) - Thomas Chatelle (RSC Anderlecht) - Grégory Christ (Panthrakikos Football Club) - Dimitri Daeseleire (KRC Genk) - Jordan Garcia-Calvete (RSC Anderlecht) - Reza Ghoochannejhad (Cambuur Leeuwarden) - Alessandro Iandoli (KAS Eupen) - Benoit Masset (KSC Grimbergen) - Dolly Menga (Standard de Liège) - Rubin Okotie (1. FC Nuremberg) - Giuseppe Rossini (SV Zulte Waregem) - Ondřej Smetana (FC Slovan Liberec) - Kevin Taelemans (Tempo Overijse) - Hendrik Van Crombrugge (Standard de Liège) | - Laurent Henkinet (Standard de Liège) - Manasseh Ishiaku (1. FC Cologne) - Andréa Mbuyi-Mutombo (Standard de Liège) - Denis Odoi (RSC Anderlecht) - Hervé Anselme Ndjana Onana (Waasland-Beveren) - Ibrahima Sidibe (Beerschot AC) - Tibor Tisza (Újpest Football Club) - Sven Van Der Jeugt (fin de contract) - Marc Wagemakers (fin de contract) - Jeroen Appeltans (Herk-de-Stad FC) - Benoit Masset (RCS Verviétois) |

## Amicaux
|                                 |                    |       |               |  |
| Samedi 18 juin 2011, 19:00      | Herk-de-Stad FC    | 1 - 4 | Saint-Trond   |  |
|                                 |                    |       |               |  |
|                                 |                    |       |               |  |
| Dimanche 19 juin 2011, 16:00    | Herk Sport Hasselt | 0 - 4 | Saint-Trond   |  |
|                                 |                    |       |               |  |
|                                 |                    |       |               |  |
| Samedi 25 juin 2011, 19:00      | KSK Tongres        | 0 - 5 | Saint-Trond   |  |
|                                 |                    |       |               |  |
|                                 |                    |       |               |  |
| Mardi 28 juin 2011, 19:00       | Cercle Bruges KSV  | 0 - 1 | Saint-Trond   |  |
|                                 |                    |       |               |  |
|                                 |                    |       |               |  |
| Samedi 9 juillet 2011, 18:00    | Helmond Sport      | 0 - 0 | Saint-Trond   |  |
|                                 |                    |       |               |  |
|                                 |                    |       |               |  |
| Mercredi 13 juillet 2011, 19:30 | Waasland-Beveren   | 1 - 0 | Saint-Trond   |  |
|                                 |                    |       |               |  |
|                                 |                    |       |               |  |
| Dimanche 17 juillet 2011, 16:00 | Beerschot AC       | 3 - 2 | Saint-Trond   |  |
|                                 |                    |       |               |  |
|                                 |                    |       |               |  |
| Mercredi 20 juillet 2011, 19:30 | Saint-Trond        | 1 - 1 | Lierse SK     |  |
|                                 |                    |       |               |  |
|                                 |                    |       |               |  |
| Vendredi 22 juillet 2011, 18:30 | MVV Maastricht     | 3 - 0 | Saint-Trond   |  |
|                                 |                    |       |               |  |
|                                 |                    |       |               |  |
| Mercredi 9 novembre 2011, 19:30 | Saint-Trond        | 2 - 1 | KVK Tirlemont |  |
|                                 |                    |       |               |  |
|                                 |                    |       |               |  |
| Samedi 7 janvier 2012, 18:00    | KM Torhout         | 1 - 1 | Saint-Trond   |  |
|                                 |                    |       |               |  |
|                                 |                    |       |               |  |
| Dimanche 8 janvier 2012, 17:00  | KSC Blankenberge   | 0 - 1 | Saint-Trond   |  |
|                                 |                    |       |               |  |
|                                 |                    |       |               |  |
| Samedi 12 mai 2012, 18:00       | Saint-Trond        | 5 - 2 | KVK Tirlemont |  |
|                                 |                    |       |               |  |

## Division 1

### Compétition régulière

#### Rencontres
| | |       | | |
| Samedi 30 juillet 2011, 20:00                                                                                        | FC Malines | 2 - 1 | Saint-Trond | |
| Achter de Kazerne, Malines Spectateurs : 10 500 Arbitrage : Christophe Delacour Journée 1 Division 1 2011-2012       | Xavier Chen 59e · Boris Pandža 68e · Julien Gorius 85e |       | 41e Ludovic Buysens · 71e Grégory Dufer | Composition du Saint-Trond : · Bram Castro, Wim Mennes, Vincent Euvrard, Ludovic Buysens, Dimitri Daeseleire, Peter Delorge, Grégory Dufer, Alessandro Iandoli, Giel Deferm, Nils Schouterden, Reza Ghoochannejhad · Remplaçants du Saint-Trond : · 78e Nils Schouterden Ondřej Smetana · 89e Dimitri Daeseleire Sascha Kotysch                                                              |
| | |       | | |
| Dimanche 7 août 2011, 20:30                                                                                          | Saint-Trond | 3 - 3 | Club Bruges KV | |
| Stayen, Saint-Trond Spectateurs : 9 156 Arbitrage : Sébastien Delferière Journée 2 Division 1 2011-2012              | Reza Ghoochannejhad 64e · Nils Schouterden 66e · Dimitri Daeseleire 69e · Grégory Dufer 90+6e                                                                                             |       | 12e Lior Refaelov · 14e Maxime Lestienne · 45+1e Lior Refaelov · 87e Niki Zimling · 90+3e Colin Coosemans                                                                          | Composition du Saint-Trond : · Bram Castro, Vincent Euvrard, Alessandro Iandoli, Sascha Kotysch, Dimitri Daeseleire, Wim Mennes, Peter Delorge, Grégory Dufer, Grégory Christ, Nils Schouterden, Reza Ghoochannejhad · Remplacements du Saint-Trond : · 60e Wim Mennes Giel Deferm · 76e Grégory Christ Rob Schoofs · 87e Alessandro Iandoli Ondřej Smetana                                  |
| | |       | | |
| Samedi 13 août 2011, 20:00                                                                                           | RAEC Mons | 4 - 2 | Saint-Trond | |
| Stade Charles Tondreau, Mons Spectateurs : 8 500 Scheidsrechter: Jurgen Brinckman Journée 3 Division 1 2011-2012     | Tim Matthys 29e · Jérémy Perbet 40e (pen.) · Jérémy Perbet 49e · Pieterjan Monteyne 70e · Jérémy Perbet 79e                                                                               |       | 22e (csc) Wim Mennes · 40e Bram Castro · 42e Ludovic Buysens · 47e Ludovic Buysens · 58e Reza Ghoochannejhad · 63e Vincent Euvrard · 71e Giel Deferm · 90e Peter Delorge           | Composition du Saint-Trond : · Bram Castro, Vincent Euvrard, Alessandro Iandoli, Ludovic Buysens, Sascha Kotysch, Wim Mennes, Peter Delorge, Grégory Dufer, Grégory Christ, Nils Schouterden, Reza Ghoochannejhad · Remplacements du Saint-Trond : · 46e Wim Mennes Rubin Okotie · 46e Grégory Christ Giel Deferm · 79e Ludovic Buysens Rob Schoofs                                          |
| | |       | | |
| Samedi 20 août 2011, 20:00                                                                                           | Saint-Trond | 0 - 2 | KSC Lokeren | |
| Stayen, Saint-Trond Spectateurs : 6 822 Arbitrage : Jonathan Lardot Journée 4 Division 1 2011-2012                   | Vincent Euvrard 36e · Rubin Okotie 74e |       | 6e Mijat Marić · 32e Nill De Pauw · 62e Killian Overmeire · 83e Jérémy Taravel · 84e Mijat Marić · 90+4e (pen.) Mijat Marić                                                        | Composition du Saint-Trond : · Bram Castro, Vincent Euvrard, Alessandro Iandoli, Sascha Kotysch, Pierre-Yves Ngawa, Peter Delorge, Grégory Dufer, Giel Deferm, Nils Schouterden, Reza Ghoochannejhad, Rubin Okotie · Remplacements du Saint-Trond : · 46e Peter Delorge Grégory Christ · 57e Sascha Kotysch Ludovic Buysens · 80e Pierre-Yves Ngawa Ondřej Smetana                           |
| | |       | | |
| Samedi 27 août 2011, 20:00                                                                                           | KV Courtrai | 4 - 0 | Saint-Trond | |
| Stade des Éperons d'or, Courtrai Spectateurs : 6 270 Arbitrage : Sébastien Delferière Journée 5 Division 1 2011-2012 | Ernest Nfor 27e · Nebojša Pavlović 49e · Dalibor Veselinović 55e (pen.) · Ernest Nfor 68e · Mohamed Messoudi 85e                                                                          |       | 80e Wim Mennes | Composition du Saint-Trond : · Bram Castro, Vincent Euvrard, Alessandro Iandoli, Ludovic Buysens, Pierre-Yves Ngawa, Wim Mennes, Dimitri Daeseleire, Nils Schouterden, Reza Ghoochannejhad, Giel Deferm, Christophe Bertjens · Remplacements du Saint-Trond : · 32e Ludovic Buysens Kevin Taelemans · 56e Dimitri Daeseleire Grégory Dufer · 58e Christophe Bertjens Ondřej Smetana          |
| | |       | | |
| Vendredi 9 septembre 2011, 20:30                                                                                     | Saint-Trond | 3 - 4 | KRC Genk | |
| Stayen, Saint-Trond Spectateurs : 10 165 Arbitrage : Jérôme Efong Nzolo Journée 6 Division 1 2011-2012               | Reza Ghoochannejhad 26e · Wim Mennes 27e · Grégory Christ 75e · Sascha Kotysch 81e · Sascha Kotysch 85e · Koen Daerden 90e                                                                |       | 27e Thomas Buffel · 48e Thomas Buffel · 68e Jelle Vossen · 86e Dániel Tőzsér · 90e Daniel Pudil · 90+2e László Köteles                                                             | Composition du Saint-Trond : · Hendrik Van Crombrugge, Dimitri Daeseleire, Vincent Euvrard, Sascha Kotysch, Alessandro Iandoli, Grégory Dufer, Grégory Christ, Wim Mennes, Peter Delorge, Nils Schouterden, Reza Ghoochannejhad · Remplacements du Saint-Trond : · 53e Giel Deferm Koen Daerden · 60e Dimitri Daeseleire Ondřej Smetana · 60e Grégory Christ Kevin Taelemans                 |
| | |       | | |
| Samedi 17 septembre 2011, 20:00                                                                                      | KVC Westerlo | 2 - 0 | Saint-Trond | |
| Het Kuipje, Westerlo Spectateurs : 4 500 Arbitrage : Peter Vervecken Journée 7 Division 1 2011-2012                  | Lens Annab 26e · Stef Wils 38e · Shlomi Arbeitman 50e · Shlomi Arbeitman 68e |       | 42e Sascha Kotysch | Composition du Saint-Trond : · Davino Verhulst, Vincent Euvrard, Alessandro Iandoli, Sascha Kotysch, Pierre-Yves Ngawa, Grégory Christ, Koen Daerden, Grégory Dufer, Giel Deferm, Nils Schouterden, Reza Ghoochannejhad · Remplacements du Saint-Trond · 46e Sascha Kotysch Kevin Taelemans · 65e Nils Schouterden Ondřej Smetana · 75e Pierre-Yves Ngawa Jordan Garcia-Calvete              |
| | |       | | |
| Samedi 24 septembre 2011, 20:00                                                                                      | Saint-Trond | 3 - 4 | KAA La Gantoise | |
| Stayen, Saint-Trond Spectateurs : 7 618 Arbitrage : Ed Janssen Journée 8 Division 1 2011-2012                        | Reza Ghoochannejhad 21e · Grégory Dufer 24e · Reza Ghoochannejhad 36e · Sascha Kotysch 58e (csc) · Reza Ghoochannejhad 60e · Vincent Euvrard 67e · Nils Schouterden 89e · Bram Castro 90e |       | 46e Jesper Jørgensen · 60e Bernd Thijs · 62e Jesper Jørgensen · 66e Christian Brüls · 90+2e (pen.) Bernd Thijs                                                                     | Composition du Saint-Trond : · Bram Castro, Vincent Euvrard, Alessandro Iandoli, Sascha Kotysch, Pierre-Yves Ngawa, Grégory Christ, Koen Daerden, Grégory Dufer, Wim Mennes, Nils Schouterden, Reza Ghoochannejhad · Remplacements du Saint-Trond : · 79e Grégory Christ Kevin Taelemans · 90e Koen Daerden Davino Verhulst                                                                  |
| | |       | | |
| Samedi 1er octobre 2011, 20:00                                                                                       | Cercle Bruges KSV | 2 - 2 | Saint-Trond | |
| Stade Jan Breydel, Bruges Spectateurs : 6 155 Arbitrage : Gerd Bylois Journée 9 Division 1 2011-2012                 | Nuno Reis 71e · Hans Cornelis 72e · Hans Cornelis 79e · Amido Baldé 88e · Nuno Reis 89e (csc)                                                                                             |       | 22e Reza Ghoochannejhad · 33e Wim Mennes · 40e Vincent Euvrard · 44e Grégory Dufer · 56e Koen Daerden · 70e Koen Daerden · 75e Nils Schouterden                                    | Composition du Saint-Trond : · Bram Castro, Vincent Euvrard, Alessandro Iandoli, Sascha Kotysch, Pierre-Yves Ngawa, Grégory Christ, Koen Daerden, Grégory Dufer, Wim Mennes, Nils Schouterden, Reza Ghoochannejhad · Remplacements du Saint-Trond : · 65e Pierre-Yves Ngawa Dimitri Daeseleire · 74e Grégory Christ Kevin Taelemans · 84e Grégory Dufer Christophe Bertjens                  |
| | |       | | |
| Samedi 15 octobre 2011, 20:00                                                                                        | Saint-Trond | 2 - 4 | Beerschot AC | |
| Stayen, Saint-Trond Spectateurs : 8 286 Arbitrage : Laurent Colemonts Journée 10 Division 1 2011-2012                | Wim Mennes 15e · Grégory Dufer 21e · Sascha Kotysch 39e · Reza Ghoochannejhad 64e (pen.) · Rubin Okotie 89e                                                                               |       | 37e Hernan Losada · 54e Hernan Losada · 59e Arnor Angeli · 60e Hernan Losada · 69e Ibrahima Sidibe · 77e Tomislav Mikulić · 86e Wim De Decker · 90+4e Adnan Čustović               | Composition du Saint-Trond : · Davino Verhulst, Ludovic Buysens, Vincent Euvrard, Alessandro Iandoli, Sascha Kotysch, Pierre-Yves Ngawa, Grégory Christ, Grégory Dufer, Wim Mennes, Nils Schouterden, Reza Ghoochannejhad · Remplacements du Saint-Trond : · 73e Grégory Dufer Rubin Okotie · 85e Sascha Kotysch Jordan Garcia-Calvete                                                       |
| | |       | | |
| Samedi 22 octobre 2011, 20:00                                                                                        | Lierse SK | 0 - 2 | Saint-Trond | |
| Stade Herman Vanderpoorten, Lierre Spectateurs : 9 000 Arbitrage : Christof Dierick Journée 11 Division 1 2011-2012  | Boban Grnčarov 18e · Kenny Thompson 41e · Mohamed El-Gabas 62e |       | 1e Vincent Euvrard · 2e Koen Daerden · 21e Pierre-Yves Ngawa · 37e Davino Verhulst · 58e Nils Schouterden · 71e Sascha Kotysch · 80e (pen.) Reza Ghoochannejhad · 86e Koen Daerden | Composition du Saint-Trond : · Davino Verhulst, Ludovic Buysens, Vincent Euvrard, Alessandro Iandoli, Sascha Kotysch, Pierre-Yves Ngawa, Grégory Christ, Koen Daerden, Wim Mennes, Nils Schouterden, Reza Ghoochannejhad · Remplacements du Saint-Trond : · 60e Nils Schouterden Grégory Dufer · 77e Sascha Kotysch Jordan Garcia-Calvete · 88e Reza Ghoochannejhad Christophe Bertjens      |
| | |       | | |
| Dimanche 30 octobre 2011, 20:30                                                                                      | Saint-Trond | 1 - 1 | Standard de Liège | |
| Stayen, Saint-Trond Spectateurs : 10 170 Arbitrage : Alexandre Boucaut Journée 12 Division 1 2011-2012               | Reza Ghoochannejhad 49e · Alessandro Iandoli 64e |       | 55e Ignacio González · 69e Mohammed Tchité · 90e Jelle Van Damme | Composition du Saint-Trond : · Davino Verhulst, Ludovic Buysens, Alessandro Iandoli, Sascha Kotysch, Pierre-Yves Ngawa, Koen Daerden, Peter Delorge, Grégory Dufer, Wim Mennes, Nils Schouterden, Reza Ghoochannejhad · Remplacements du Saint-Trond : · 76e Peter Delorge Rubin Okotie · 90e Nils Schouterden Christophe Bertjens                                                           |
| | |       | | |
| Samedi 5 novembre 2011, 20:00                                                                                        | SV Zulte Waregem | 0 - 0 | Saint-Trond | |
| Stade Arc-en-ciel, Waregem Spectateurs : 6 541 Arbitrage : Wim Smet Journée 13 Division 1 2011-2012                  | Steve Colpaert 42e |       | 14e Nils Schouterden · 88e Rubin Okotie | Composition du Saint-Trond : · Davino Verhulst, Ludovic Buysens, Vincent Euvrard, Alessandro Iandoli, Sascha Kotysch, Pierre-Yves Ngawa, Koen Daerden, Grégory Dufer, Wim Mennes, Nils Schouterden, Reza Ghoochannejhad · Remplacements du Saint-Trond : · 57e Pierre-Yves Ngawa Rubin Okotie · 62e Sascha Kotysch Peter Delorge · 89e Reza Ghoochannejhad Dimitri Daeseleire                |
| | |       | | |
| Dimanche 20 novembre 2011, 18:00                                                                                     | RSC Anderlecht | 3 - 1 | Saint-Trond | |
| Stade Constant Vanden Stock, Anderlecht Spectateurs : 22 215 Arbitrage : Sam Loeman Journée 14 Division 1 2011-2012  | Marcin Wasilewski 14e · Matías Suárez 32e · Matías Suárez 41e · Matías Suárez 57e |       | 13e Koen Daerden · 17e Pierre-Yves Ngawa · 43e Sascha Kotysch · 84e Grégory Dufer                                                                                                  | Composition du Saint-Trond : · Davino Verhulst, Ludovic Buysens, Vincent Euvrard, Alessandro Iandoli, Sascha Kotysch, Pierre-Yves Ngawa, Koen Daerden, Grégory Dufer, Wim Mennes, Nils Schouterden, Reza Ghoochannejhad · Remplacements du Saint-Trond : · 23e Pierre-Yves Ngawa Dimitri Daeseleire · 46e Sascha Kotysch Rubin Okotie · 79e Koen Daerden Jordan Garcia-Calvete               |
| | |       | | |
| Samedi 26 novembre 2011, 20:00                                                                                       | Saint-Trond | 2 - 1 | Oud-Heverlee Louvain | |
| Stayen, Saint-Trond Spectateurs : 9 623 Arbitrage : Christophe Delacour Journée 15 Division 1 2011-2012              | Grégory Dufer 6e · Dimitri Daeseleire 27e · Giel Deferm 50e · Reza Ghoochannejhad 55e (pen.) · Davino Verhulst 85e                                                                        |       | 34e Maxime Annys · 53e Christophe Diandy · 69e Frederik Boi · 75e Karel Geraerts                                                                                                   | Composition du Saint-Trond : · Davino Verhulst, Ludovic Buysens, Dimitri Daeseleire, Vincent Euvrard, Alessandro Iandoli, Koen Daerden, Peter Delorge, Grégory Dufer, Wim Mennes, Reza Ghoochannejhad, Rubin Okotie · Remplacements du Saint-Trond : · 46e Ludovic Buysens Giel Deferm · 80e Dimitri Daeseleire Nils Schouterden · 81e Rubin Okotie Christophe Bertjens                      |
| | |       | | |
| Samedi 3 décembre 2011, 20:00                                                                                        | Saint-Trond | 2 - 3 | RAEC Mons | |
| Stayen, Saint-Trond Spectateurs : 7 500 Arbitrage : Peter Vervecken Journée 16 Division 1 2011-2012                  | Peter Delorge 29e (csc) · Yannick Rymenants 60e · Yannick Rymenants 62e · Alessandro Iandoli 63e                                                                                          |       | 18e Jérémy Perbet · 73e Jérémy Perbet | Composition du Saint-Trond : · Davino Verhulst, Ludovic Buysens, Dimitri Daeseleire, Vincent Euvrard, Alessandro Iandoli, Christophe Bertjens, Peter Delorge, Grégory Dufer, Wim Mennes, Nils Schouterden, Reza Ghoochannejhad · Remplacements du Saint-Trond : · 46e Dimitri Daeseleire Pierre-Yves Ngawa · 53e Christophe Bertjens Yannick Rymenants · 80e Nils Schouterden Ondřej Smetana |
| | |       | | |
| Dimanche 11 décembre 2011, 18:00 uur                                                                                 | Club Bruges KV | 1 - 0 | Saint-Trond | |
| Stade Jan Breydel, Bruges Spectateurs : 23 583 Arbitrage : Jean-Baptist Bultynck Journée 17 Division 1 2011-2012     | Tom Høgli 38e · Björn Vleminckx 56e · Víctor Vázquez 60e |       | 10e Nils Schouterden · 27e Koen Daerden · 77e Vincent Euvrard | Composition du Saint-Trond : · Davino Verhulst, Ludovic Buysens, Vincent Euvrard, Alessandro Iandoli, Sascha Kotysch, Koen Daerden, Giel Deferm, Peter Delorge, Nils Schouterden, Reza Ghoochannejhad, Rubin Okotie · Remplacements du Saint-Trond : · 45e Rubin Okotie Christophe Bertjens · 72e Nils Schouterden Yannick Rymenants · 80e Giel Deferm Wim Mennes                            |
| | |       | | |
| Samedi 17 décembre 2011, 20:00                                                                                       | Saint-Trond | 0 - 0 | FC Malines | |
| Stayen, Saint-Trond Spectateurs : 8 123 Arbitrage : Christof Dierick Journée 18 Division 1 2011-2012                 | Wim Mennes 74e |       | 60e David Destorme · 72e Boris Pandža | Composition du Saint-Trond : · Davino Verhulst, Ludovic Buysens, Vincent Euvrard, Alessandro Iandoli, Sascha Kotysch, Koen Daerden, Giel Deferm, Peter Delorge, Grégory Dufer, Wim Mennes, Reza Ghoochannejhad · Remplacements du Saint-Trond : · 71e Giel Deferm Yannick Rymenants |
| | |       | | |
| Lundi 26 décembre 2011, 20:30                                                                                        | KSC Lokeren | 0 - 0 | Saint-Trond | |
| Stade Daknam, Lokeren Spectateurs : 3 939 Arbitrage : Jimmy Verhe Journée 19 Division 1 2011-2012                    | Koen Persoons 40e · Jérémy Taravel 80e |       | 71e Sascha Kotysch | Composition du Saint-Trond : · Davino Verhulst, Ludovic Buysens, Dimitri Daeseleire, Vincent Euvrard, Alessandro Iandoli, Sascha Kotysch, Koen Daerden, Giel Deferm, Peter Delorge, Grégory Dufer, Nils Schouterden · Remplacements du Saint-Trond : · 89e Dimitri Daeseleire Yannick Rymenants                                                                                              |
| | |       | | |
| Samedi 14 janvier 2012, 20:00                                                                                        | Saint-Trond | 0 - 0 | KV Courtrai | |
| Stayen, Saint-Trond Spectateurs : 6 974 Arbitrage : Christophe Delacour Journée 20 Division 1 2011-2012              | Peter Delorge 40e |       | | Composition du Saint-Trond : · Davino Verhulst, Ludovic Buysens, Dimitri Daeseleire, Vincent Euvrard, Alessandro Iandoli, Sascha Kotysch, Koen Daerden, Peter Delorge, Grégory Dufer, Wim Mennes, Nils Schouterden · Remplacements du Saint-Trond : · 75e Nils Schouterden Dolly Menga · 83e Dimitri Daeseleire Yannick Rymenants · 89e Wim Mennes Rob Schoofs                               |
| | |       | | |
| Vendredi 20 janvier 2012, 20:30                                                                                      | KRC Genk | 2 - 1 | Saint-Trond | |
| Cristal Arena, Genk Spectateurs : 23 659 Arbitrage : Alexandre Boucaut Journée 21 Division 1 2011-2012               | Elyaniv Barda 52e (pen.) · Christian Benteke 54e · László Köteles 90e |       | 22e Peter Delorge · 29e Pierre-Yves Ngawa · 51e Sascha Kotysch · 52e Koen Daerden                                                                                                  | Composition du Saint-Trond : · Davino Verhulst, Dimitri Daeseleire, Vincent Euvrard, Alessandro Iandoli, Sascha Kotysch, Pierre-Yves Ngawa, Koen Daerden, Peter Delorge, Grégory Dufer, Wim Mennes, Nils Schouterden · Remplacements du Saint-Trond : · 57e Dimitri Daeseleire Kevin Taelemans · 64e Wim Mennes Dolly Menga · 83e Nils Schouterden Rob Schoofs                               |
| | |       | | |
| Mercredi 25 janvier 2012, 20:30                                                                                      | Saint-Trond | 0 - 3 | KVC Westerlo | |
| Stayen, Saint-Trond Spectateurs : 8 504 Arbitrage : Reinold Wiedemeijer Journée 22 Division 1 2011-2012              | Sascha Kotysch 47e · Wim Mennes 56e · Dolly Menga 81e |       | 21e Jeroen Vanthournout · 30e Wouter Corstjens · 48e (pen.) Bart Goor · 69e Lens Annab                                                                                             | Composition du Saint-Trond : · Davino Verhulst, Dimitri Daeseleire, Vincent Euvrard, Alessandro Iandoli, Sascha Kotysch, Pierre-Yves Ngawa, Peter Delorge, Grégory Dufer, Wim Mennes, Nils Schouterden, Rubin Okotie · Remplacements du Saint-Trond : · 42e Pierre-Yves Ngawa Ludovic Buysens · 53e Dimitri Daeseleire Dolly Menga · 71e Nils Schouterden Grégory Christ                     |
| | |       | | |
| Samedi 28 janvier 2012, 20:00                                                                                        | KAA La Gantoise | 6 - 0 | Saint-Trond | |
| Stade Jules Otten, Gand Spectateurs : 10 249 Arbitrage : Jérôme Efong Nzolo Journée 23 Division 1 2011-2012          | Rémi Maréval 6e · Ilombe Mboyo 16e · Juan Alberto Andreu Alvarado 24e · Yaya Soumahoro 36e · Mamoutou N'Diaye 62e · Ilombe Mboyo 65e · Jesper Jørgensen 90e                               |       | 43e Wim Mennes | Composition du Saint-Trond : · Davino Verhulst, Ludovic Buysens, Dimitri Daeseleire, Vincent Euvrard, Alessandro Iandoli, Koen Daerden, Giel Deferm, Grégory Dufer, Wim Mennes, Nils Schouterden, Dolly Menga · Remplacements du Saint-Trond : · 46e Grégory Dufer Grégory Christ · 81e Wim Mennes Yannick Rymenants · 88e Dolly Menga Rob Schoofs                                           |
| | |       | | |
| Samedi 4 février 2012, 20:00                                                                                         | Saint-Trond | 0 - 1 | Cercle Bruges KSV | |
| Stayen, Saint-Trond Spectateurs : 6 194 Arbitrage : Christof Virant Journée 24 Division 1 2011-2012                  | Vincent Euvrard 22e · Grégory Christ 64e |       | 29e Gregory Mertens · 35e Igor Vetokele · 80e Jo Coppens | Composition du Saint-Trond : · Davino Verhulst, Ludovic Buysens, Dimitri Daeseleire, Vincent Euvrard, Alessandro Iandoli, Pierre-Yves Ngawa, Thomas Chatelle, Koen Daerden, Wim Mennes, Nils Schouterden, Giuseppe Rossini · Remplacements du Saint-Trond : · 46e Wim Mennes Grégory Christ · 66e Pierre-Yves Ngawa Dolly Menga · 74e Thomas Chatelle Rob Schoofs                            |
| | |       | | |
| Samedi 11 février 2012, 20:00                                                                                        | Beerschot AC | 3 - 2 | Saint-Trond | |
| Stade olympique, Anvers Spectateurs : 7 585 Arbitrage : Jonathan Lardot Journée 25 Division 1 2011-2012              | Roy Dayan 49e · Tomislav Mikulić 55e · Roy Dayan 62e · Alpaslan Öztürk 68e |       | 28e Giuseppe Rossini · 54e Koen Daerden · 67e Koen Daerden · 77e Grégory Christ · 85e Grégory Dufer                                                                                | Composition du Saint-Trond : · Davino Verhulst, Ludovic Buysens, Vincent Euvrard, Alessandro Iandoli, Pierre-Yves Ngawa, Thomas Chatelle, Koen Daerden, Giel Deferm, Wim Mennes, Dolly Menga, Giuseppe Rossini · Remplacements du Saint-Trond : · 65e Giel Deferm Grégory Dufer · 75e Ludovic Buysens Grégory Christ · 82e Thomas Chatelle Nils Schouterden                                  |
| | |       | | |
| Samedi 18 février 2012, 20:00                                                                                        | Saint-Trond | 1 - 1 | Lierse SK | |
| Stayen, Saint-Trond Spectateurs : 8 066 Arbitrage : Alexandre Boucaut Journée 26 Division 1 2011-2012                | Vincent Euvrard 10e · Wim Mennes 45e · Dimitri Daeseleire 51e · Dolly Menga 87e |       | 49e Miloš Marić | Composition du Saint-Trond : · Davino Verhulst, Ludovic Buysens, Dimitri Daeseleire, Vincent Euvrard, Sascha Kotysch, Giel Deferm, Grégory Dufer, Wim Mennes, Nils Schouterden, Dolly Menga, Giuseppe Rossini · Remplacements du Saint-Trond : · 54e Grégory Dufer Grégory Christ · 78e Sascha Kotysch Yannick Rymenants                                                                     |
| | |       | | |
| Dimanche 26 février 2012, 14:30                                                                                      | Standard de Liège | 0 - 0 | Saint-Trond | |
| Stade Maurice Dufrasne, Liège Spectateurs : 25 000 Arbitrage : Claude Bourdouxhe Journée 27 Division 1 2011-2012     | Antonio Kanu 31e · Karim Belhocine 82e · Felipe Trevizan Martins 88e |       | 24e Dimitri Daeseleire · 81e Grégory Christ | Composition du Saint-Trond : · Davino Verhulst, Ludovic Buysens, Dimitri Daeseleire, Vincent Euvrard, Alessandro Iandoli, Grégory Christ, Giel Deferm, Wim Mennes, Nils Schouterden, Dolly Menga, Giuseppe Rossini · Remplacements du Saint-Trond : · 66e Nils Schouterden Thomas Chatelle · 75e Dolly Menga Reza Ghoochannejhad · 83e Giuseppe Rossini Sascha Kotysch                       |
| | |       | | |
| Samedi 3 mars 2012, 20:00                                                                                            | Saint-Trond | 1 - 0 | SV Zulte Waregem | |
| Stayen, Saint-Trond Spectateurs : 6 749 Arbitrage : Sébastien Delferière Journée 28 Division 1 2011-2012             | Grégory Christ 24e · Dolly Menga 37e · Reza Ghoochannejhad 86e · Davino Verhulst 89e |       | 45e Miguel Dachelet · 62e Ólafur Ingi Skúlason · 87e Steve Colpaert · 90e Chahir Belghazouani                                                                                      | Composition du Saint-Trond : · Davino Verhulst, Ludovic Buysens, Dimitri Daeseleire, Vincent Euvrard, Alessandro Iandoli, Thomas Chatelle, Grégory Christ, Giel Deferm, Wim Mennes, Nils Schouterden, Dolly Menga · Remplacements du Saint-Trond : · 70e Thomas Chatelle Reza Ghoochannejhad · 83e Dolly Menga Peter Delorge · 90e Nils Schouterden Sascha Kotysch                           |
| | |       | | |
| Dimanche 18 mars 2012, 14:30                                                                                         | Saint-Trond | 2 - 2 | RSC Anderlecht | |
| Stayen, Saint-Trond Spectateurs : 9 296 Arbitrage : Sam Loeman Journée 29 Division 1 2011-2012                       | Reza Ghoochannejhad 5e (pen.) · Giel Deferm 19e · Vincent Euvrard 69e |       | 17e Milan Jovanović · 32e Lucas Biglia · 80e Mulota Patou Kabangu · 90+2e Mulota Patou Kabangu                                                                                     | Composition du Saint-Trond : · Davino Verhulst, Ludovic Buysens, Dimitri Daeseleire, Vincent Euvrard, Alessandro Iandoli, Grégory Christ, Giel Deferm, Peter Delorge, Wim Mennes, Reza Ghoochannejhad, Giuseppe Rossini · Remplacements du Saint-Trond : · 75e Giel Deferm Koen Daerden · 79e Peter Delorge Sascha Kotysch · 88e Giuseppe Rossini Dolly Menga                                |
| | |       | | |
| Mercredi 21 mars 2012, 20:30                                                                                         | Oud-Heverlee Louvain | 3 - 1 | Saint-Trond | |
| Stade Den Dreef, Louvain Spectateurs : 7 266 Arbitrage : Gerd Bylois Journée 30 Division 1 2011-2012                 | Frederik Boi 39e · Thomas Azevedo 86e · Loris Brogno 89e |       | 32e Reza Ghoochannejhad · 33e Vincent Euvrard · 53e Sascha Kotysch · 70e Giuseppe Rossini                                                                                          | Composition du Saint-Trond : · Davino Verhulst, Dimitri Daeseleire, Vincent Euvrard, Alessandro Iandoli, Sascha Kotysch, Grégory Christ, Giel Deferm, Peter Delorge, Wim Mennes, Reza Ghoochannejhad, Giuseppe Rossini · Remplacements du Saint-Trond : · 46e Giel Deferm Wim Mennes · 46e Koen Daerden Thomas Chatelle · 79e Sascha Kotysch Dolly Menga                                     |

#### Évolution du classement
| Journée  | 1  | 2  | 3  | 4  | 5  | 6  | 7  | 8  | 9  | 10 | 11 | 12 | 13 | 14 | 15 | 16 | 17 | 18 | 19 | 20 | 21 | 22 | 23 | 24 | 25 | 26 | 27 | 28 | 29 | 30 |
| -------- | -- | -- | -- | -- | -- | -- | -- | -- | -- | -- | -- | -- | -- | -- | -- | -- | -- | -- | -- | -- | -- | -- | -- | -- | -- | -- | -- | -- | -- | -- |
| Résultat | p  | n  | p  | p  | p  | p  | p  | p  | n  | p  | g  | n  | n  | p  | g  | p  | p  | n  | n  | n  | p  | p  | p  | p  | p  | n  | n  | g  | n  | p  |
| Points   | 0  | 1  | 1  | 1  | 1  | 1  | 1  | 1  | 2  | 2  | 5  | 6  | 7  | 7  | 10 | 10 | 10 | 11 | 12 | 13 | 13 | 13 | 13 | 13 | 13 | 14 | 15 | 18 | 19 | 19 |
| Rang     | 12 | 12 | 14 | 15 | 15 | 16 | 16 | 16 | 16 | 16 | 16 | 16 | 16 | 16 | 16 | 16 | 16 | 16 | 16 | 16 | 16 | 16 | 16 | 16 | 16 | 16 | 16 | 15 | 16 | 16 |

#### Classement
| Pl. | Club                 | Joué | G  | N  | P  | BP | BC | Pts. | Qualification ou relégation |
| --- | -------------------- | ---- | -- | -- | -- | -- | -- | ---- | --------------------------- |
| 1   | RSC Anderlecht       | 30   | 20 | 3  | 7  | 61 | 26 | 67   | Play-offs 1                 |
| 2   | Club Bruges KV       | 30   | 19 | 7  | 4  | 51 | 32 | 61   | Play-offs 1                 |
| 3   | KAA La Gantoise      | 30   | 17 | 8  | 5  | 63 | 35 | 56   | Play-offs 1                 |
| 4   | Standard de Liège    | 30   | 14 | 7  | 9  | 43 | 33 | 51   | Play-offs 1                 |
| 5   | KRC Genk             | 30   | 13 | 10 | 7  | 60 | 44 | 46   | Play-offs 1                 |
| 6   | KV Courtrai          | 30   | 13 | 10 | 7  | 39 | 36 | 46   | Play-offs 1                 |
| 7   | Cercle Bruges KSV    | 30   | 13 | 10 | 7  | 36 | 37 | 46   | Play-offs 2                 |
| 8   | KSC Lokeren          | 30   | 11 | 8  | 11 | 48 | 40 | 44   | Play-offs 2                 |
| 9   | FC Malines           | 30   | 10 | 13 | 7  | 40 | 50 | 37   | Play-offs 2                 |
| 10  | RAEC Mons            | 30   | 9  | 12 | 9  | 50 | 55 | 36   | Play-offs 2                 |
| 11  | Beerschot AC         | 30   | 9  | 12 | 9  | 45 | 51 | 36   | Play-offs 2                 |
| 12  | Lierse SK            | 30   | 6  | 11 | 13 | 24 | 36 | 31   | Play-offs 2                 |
| 13  | SV Zulte Waregem     | 30   | 6  | 12 | 12 | 32 | 38 | 30   | Play-offs 2                 |
| 14  | Oud-Heverlee Louvain | 30   | 7  | 15 | 8  | 38 | 58 | 29   | Play-offs 2                 |
| 15  | KVC Westerlo         | 30   | 5  | 20 | 5  | 29 | 59 | 20   | Play-offs 3                 |
| 16  | Saint-Trond          | 30   | 3  | 17 | 10 | 32 | 61 | 19   | Play-offs 3                 |

### Play-offs 3

#### Rencontres
| | |       | | |
| Samedi 31 mars 2012, 20:00 | KVC Westerlo | 3 - 2 | Saint-Trond | |
| Het Kuipje, Westerlo Spectateurs : 5 000 Arbitrage : Alexandre Boucaut Journée 1 Play-offs 3 Remarque: parce que KVC Westerlo finissait avant Saint-Trond dans la compétition régulière, ce club avait trois points d'avance pour commencer play-offs 3. | Evariste Ngolok 37e · Evariste Ngolok 48e · Ibrahima Sidibe 60e · Glenn Verbauwhede 65e · Bart Goor 75e (pen.) · Rachid Farssi 80e · Steven De Petter 90+3e |       | 28e Peter Delorge · 34e Grégory Christ · 79e (pen.) Giuseppe Rossini · 90+1e Grégory Christ                                    | Composition du Saint-Trond : · Davino Verhulst, Ludovic Buysens, Dimitri Daeseleire, Vincent Euvrard, Alessandro Iandoli, Yannick Rymenants, Thomas Chatelle, Grégory Christ, Peter Delorge, Wim Mennes, Giuseppe Rossini · Remplaçants du Saint-Trond : · 23e Wim Mennes Koen Daerden · 43e Ludovic Buysens Sascha Kotysch · 62e Yannick Rymenants Dolly Menga               |
| | |       | | |
| Samedi 7 avril 2012, 20:00 | Saint-Trond | 3 - 1 | KVC Westerlo | |
| Stayen, Saint-Trond Spectateurs : 7 673 Arbitrage : Christof Dierick Journée 2 Play-offs 3 | Sascha Kotysch 17e · Koen Daerden 19e · Grégory Dufer 56e · Grégory Dufer 66e · Vincent Euvrard 84e · Koen Daerden 88e · Vincent Euvrard 89e                |       | 3e Steven De Petter · 30e Glenn Verbauwhede · 84e (pen.) Bart Goor                                                             | Composition du Saint-Trond : · Davino Verhulst, Dimitri Daeseleire, Vincent Euvrard, Alessandro Iandoli, Sascha Kotysch, Thomas Chatelle, Koen Daerden, Peter Delorge, Grégory Dufer, Nils Schouterden, Dolly Menga · Remplacements du Saint-Trond : · 46e Dimitri Daeseleire Pierre-Yves Ngawa · 85e Nils Schouterden Rob Schoofs · 89e Grégory Dufer Kevin Taelemans        |
| | |       | | |
| Vendredi 13 avril 2012, 20:30 | KVC Westerlo | 4 - 0 | Saint-Trond | |
| Het Kuipje, Westerlo Spectateurs : 6 500 Arbitrage : Claude Bourdouxhe Journée 3 Play-offs 3 | Ibrahima Sidibe 27e · Ibrahima Sidibe 63e · Reynaldo dos Santos Silva 76e · Reynaldo dos Santos Silva 82e                                                   |       | 38e Wim Mennes | Composition du Saint-Trond : · Davino Verhulst, Ludovic Buysens, Dimitri Daeseleire, Alessandro Iandoli, Sascha Kotysch, Thomas Chatelle, Peter Delorge, Grégory Dufer, Wim Mennes, Nils Schouterden, Dolly Menga · Remplacements du Saint-Trond : · 46e Wim Mennes Grégory Christ · 53e Thomas Chatelle Giuseppe Rossini · 78e Dimitri Daeseleire Pierre-Yves Ngawa          |
| | |       | | |
| Samedi 21 avril 2012, 20:00 | Saint-Trond | 1 - 4 | KVC Westerlo | |
| Stayen, Saint-Trond Spectateurs : 7 386 Arbitrage : Jérôme Efong Nzolo Journée 4 Play-offs 3 | Alessandro Iandoli 6e · Davino Verhulst 31e · Nils Schouterden 36e · Sascha Kotysch 86e                                                                     |       | 3e Ibrahima Sidibe · 9e Arnaud De Greef · 43e Reynaldo dos Santos Silva · 69e Steven De Petter · 74e Reynaldo dos Santos Silva | Composition du Saint-Trond : · Davino Verhulst, Vincent Euvrard, Alessandro Iandoli, Sascha Kotysch, Pierre-Yves Ngawa, Thomas Chatelle, Koen Daerden, Peter Delorge, Grégory Dufer, Nils Schouterden, Dolly Menga · Remplacements du Saint-Trond : · 46e Pierre-Yves Ngawa Giuseppe Rossini · 64e Dolly Menga Reza Ghoochannejhad · 78e Dimitri Daeseleire Pierre-Yves Ngawa |

#### Évolution du classement
| Journée   | 1 | 2 | 3 | 4 |
| --------- | - | - | - | - |
| Résultats | p | g | p | p |
| Points    | 0 | 3 | 3 | 3 |
| Rang      | 2 | 2 | 2 | 2 |

#### Classement
| Pl. | Club         | Joué | G | N | P | BP | BC | Pts. | Qualification ou relégation |
| --- | ------------ | ---- | - | - | - | -- | -- | ---- | --------------------------- |
| 1   | KVC Westerlo | 4    | 3 | 1 | 0 | 12 | 6  | 12   | Barrages de maintien        |
| 2   | Saint-Trond  | 4    | 1 | 3 | 0 | 6  | 12 | 3    | Relégation en Division 2    |

## Coupe de Belgique
| | |       |                                                     | |
| Mercredi 21 septembre 2011, 20:30                                                                                               | Saint-Trond | 3 - 0 | Waasland-Beveren                                    | |
| Stayen, Saint-Trond Spectateurs : 4 852 Arbitrage : Jean-Baptist Bultynck 1/16ièmes de finale Coupe de Belgique 2011-2012       | Wim Mennes 35e · Reza Ghoochannejhad 42e (pen.) · Nils Schouterden 44e · Vincent Euvrard 45e · Kevin Taelemans 52e |       | 41e Kassim Doumbia · 43e Hervé Anselme Ndjana Onana | Composition du Saint-Trond : · Bram Castro, Dimitri Daeseleire, Vincent Euvrard, Sascha Kotysch, Alessandro Iandoli, Giel Deferm, Grégory Christ, Wim Mennes, Reza Ghoochannejhad, Grégory Dufer, Nils Schouterden · Remplaçants du Saint-Trond : · 46e Giel Deferm Koen Daerden · 81e Grégory Christ Jordan Garcia-Calvete · 84e Dimitri Daeseleire Carlo Evertz                 |
| | |       |                                                     | |
| Mercredi 26 octobre 2011, 20:30                                                                                                 | KV Courtrai | 1 - 0 | Saint-Trond                                         | |
| Stade des Éperons d'or, Courtrai Spectateurs : 5 352 Arbitrage : Christof Virant 1/8ièmes de finale Coupe de Belgique 2011-2012 | Ernest Webnje Nfor 50e · Landry Mulemo 65e                                                                         |       | 33e Jordan Garcia-Calvete · 49e Wim Mennes          | Composition du Saint-Trond : · Davino Verhulst, Pierre-Yves Ngawa, Vincent Euvrard, Ludovic Buysens, Alessandro Iandoli, Wim Mennes, Grégory Christ, Jordan Garcia-Calvete, Nils Schouterden, Koen Daerden, Reza Ghoochannejhad · Remplaçants du Saint-Trond : · 27e Grégory Christ Grégory Dufer · 57e Nils Schouterden Christophe Bertjens · 74e Pierre-Yves Ngawa Rubin Okotie |